# Mila Ferreira
[carece de fontes?]

## Biografia
Maria Emilia Mengas Matafome Ferreira nasceu em Minde e com um ano foi viver para as Caldas da Rainha.
As brincadeiras dos 4 irmãos eram quase todas ligadas às artes (dançar, representar e cantar). A irmã Laurinda é atriz e Adelaide Ferreira é atriz e cantora.
Teve aulas de canto com a Prof. Cristina Castro durante 15 anos. Tem vários cursos de teatro amador, tem o curso de apresentadores de televisão (TVI), ballet clássico (7 anos), sapateado (1 ano) e dança jazz (2 anos) e o curso de Aeróbica e Localizada, sendo atualmente instrutora de Fitness.
| “ | Gosto de fazer muita coisa, e acho importante que sejamos polivalentes. Não conseguiria ser só artista, pois preciso do exercício mental que a advocacia me exige, mas também não consigo ser só advogada e viver sem a música. | ” |
|   | — Mila Ferreira , Correio da Manhã em 2009. |   |

Em 1970, venceu, com a irmã Adelaide, um festival da canção nas Caldas da Rainha.
Em 1978, participou no programa "Sheiks com cobertura", dos Sheiks. No mesmo ano, substituiu a sua irmã Adelaide na peça "O Chá dos Generais".
Colaborou, como solista e utilizando o nome de "Emília", no álbum No Jardim da Celeste, da Banda do Casaco. O álbum foi lançado no ano de 1980 como LP, tendo sido reeditado em 1993, em CD.
Com As Comadres Alegres, coletivo formado por Mila Ferreira, Adelaide Ferreira, Ana Bola e Helena Isabel, participou no Festival RTP da Canção de 1980.
Colaborou com as Doce nos coros de "Ali Bábá", no Festival RTP da Canção 1981, e "Bem Bom" no Festival Eurovisão da Canção 1982.
Participou em programas como "Sabadabadu", "Festa é festa", "Allegro", "Jardim da Celeste" e ainda na peça "Guerra e Paz", para a RTP.
A partir de 1984, começou um espetáculo onde interpretava canções de Edith Piaf.
Participou na série "Duarte & C.a". Foi convidada por Nuno Rodrigues (Banda do Casaco) para interpretar o tema "Nono Andar" no Prémio Nacional de Música. O tema acabaria por ser interpretado pelo projeto Ana e Suas Irmãs.
Em 1987, participou no programa "A Quinta do Dois", da RTP2. Participou também na série "Ai Life".
Participou em séries como "Caixa Alta" (1989) e "Dramazine" (1990). Em 1990, deslocou-se aos EUA e ao Canadá, em digressão com a peça "As Calcinhas Amarelas".
Lançou a solo um single com os temas "Livre de Ti" (de Maarten Peters e Jan Van Dijck) e "Loucura" (da autoria de Tózé Brito).
Participou nas telenovelas "Cinzas" (1992) e "Verão Quente" (1993). Também atuou no programa "Grande Noite" (RTP), de Filipe La Féria.
Em 1994, participou na série "Sozinhos em Casa", da RTP. Apresentou na TVI o concurso "Queridos Inimigos", com Rogério Samora. No ano de 1995, apresentou, ainda na TVI, o concurso "Doutores e Engenheiros". Em 1995, lançou o CD Milagre num só Céu.
Colaborou e participou em programas como "Muita Louco", "Verdade ou Mentira", "Brincadeiras 94", "Palavra Puxa Palavra", "Eterno Feminino", "Joaquim Letria" e "Arca de Noé".
A partir de 1996, colaborou no programa de variedades "Big Show SIC" e na sitcom "Bom Baião" (1998-2000). 1997 foi o ano do disco Mil Cavalos de Vapor.
Em 1998, apresentou algumas emissões do programa "Roda dos Milhões". Apresenta em 1998 e 1999 um programa na Rádio Ocidente.
Tirou um curso de técnicas de base de jornalismo e televisivo no CENJOR 99/00. 
Em 2001, lançou o CD Força de Viver. Em 2001/2002, apresenta o programa "Made in Portugal".
Nos anos de 2006 e 2007, participou em vários recitais de ópera e lançou o CD Mais (2007). Foi Rainha do Carnaval das Caldas da Rainha em 2008.
Lança, em maio de 2009, novamente com a produção da Blim Records, o álbum Vem Voar.
No ano de 2012, ao mesmo tempo que promove o espetáculo "Bonsoir Paris", volta a lançar um álbum, Sopro da Alma, com o tema "És Metade de Mim" a fazer parte da telenovela Doce Tentação.

## Discografia

### Álbuns
- Milagre num só Céu (CD, Ovação 1995)
- Mil Cavalos de Vapor (CD, 1997)
- Força de Viver (CD, 2001)
- Mais (CD, Blim Records/NZ, 2007)
- Vem Voar (CD, Blim Records/NZ/Espacial, 2009)[2]
- Sopro da Alma (CD, Blim Records 2012)[3]

### Singles
- "Livre De Ti" / "Loucura" (Single, Discossete, 1991)

### Participações
- 1980 - No Jardim da Celeste da Banda do Casaco, como "Emília"[1]